# Lista över ledamöter av Sveriges ståndsriksdag 1594
Ledamöter av Sveriges ståndsriksdag 1594.

## Borgarståndet
| Riksdagsledamot         | Yrke               | Valkrets          | Anmärkningar |
| ----------------------- | ------------------ | ----------------- | ------------ |
| Olof Gergersson         |                    | Stockholms stad   |              |
| Lasse Eriksson          |                    | Stockholms stad   |              |
| Gynte Olofsson          | Borgmästare        | Stockholms stad   |              |
| Hans Bijlefelt          | Stadsskrivare      | Stockholms stad   |              |
| Mårten Olofsson         |                    | Stockholms stad   |              |
| Urban Mikelsson         |                    | Stockholms stad   |              |
| Erik Björnsson          |                    | Stockholms stad   |              |
| Lasse Pedersson         | Rådman             | Stockholms stad   |              |
| Påvel Sasse             |                    | Stockholms stad   |              |
| Blasius Dundi           |                    | Stockholms stad   |              |
| Henrich Husman          |                    | Stockholms stad   |              |
| Jakob Eriksson          |                    | Stockholms stad   |              |
| Mats Knutsson           |                    | Stockholms stad   |              |
| Henrik Målare           | Borgare och målare | Stockholms stad   |              |
| Bengt Håkansson         |                    | Uppsala stad      |              |
| Christoffer Skotte      |                    | Uppsala stad      |              |
| Mats Eriksson           |                    | Uppsala stad      |              |
| Per Andersson           | Borgmästare        | Uppsala stad      |              |
| Erik Jönsson            |                    | Uppsala stad      |              |
| Mårten Smed             | Rådman och smed    | Uppsala stad      |              |
| Simon Matsson           |                    | Enköpings stad    |              |
| Måns Jönsson            |                    | Enköpings stad    |              |
| Lasse Persson           |                    | Enköpings stad    |              |
| Mårten Larsson          |                    | Enköpings stad    |              |
| Axel Andersson          |                    | Enköpings stad    |              |
| Tönis Guldsmed          | Guldsmed           | Sigtuna stad      |              |
| Lasse Marcusson         |                    | Sigtuna stad      |              |
| Olof Göstafsson         |                    | Sigtuna stad      |              |
| Olof Andersson          |                    | Öregrunds stad    |              |
| Jakob Marcusson         |                    | Öregrunds stad    |              |
| Lasse Andersson         |                    | Öregrunds stad    |              |
| Olof Siuerdsson         |                    | Öregrunds stad    |              |
| Erik Slottsskrivare     | Slottsskrivare     | Öregrunds stad    |              |
| Bertil Larsson          |                    | Gävle stad        |              |
| Wellem Markusson        |                    | Gävle stad        |              |
| Jakob Gregersson        |                    | Gävle stad        |              |
| Anders Eriksson         |                    | Gävle stad        |              |
| Christoffer Persson     |                    | Gävle stad        |              |
| Jöns Nilsson            |                    | Gävle stad        |              |
| Daniel Körger           |                    | Gävle stad        |              |
| Jöns Klasson            |                    | Gävle stad        |              |
| Hans Bjugg              |                    | Hudiksvalls stad  |              |
| Lasse Larsson           |                    | Hudiksvalls stad  |              |
| Lasse Olsson            |                    | Hudiksvalls stad  |              |
| Per Larsson             |                    | Hudiksvalls stad  |              |
| Hans Stigsson           |                    | Hudiksvalls stad  |              |
| Anders Torstensson      |                    | Hudiksvalls stad  |              |
| Anders Eriksson         |                    | Hudiksvalls stad  |              |
| Måns Rauelldsson        |                    | Hudiksvalls stad  |              |
| Erik Mårtensson         |                    | Hudiksvalls stad  |              |
| Hans Olufsson           |                    | Västerås stad     |              |
| Nils Ulfsson            | Borgmästare        | Västerås stad     |              |
| Sebastian Stadsskrivare | Stadsskrivare      | Västerås stad     |              |
| Hans Bryniellson        |                    | Västerås stad     |              |
| Mats Hansson            |                    | Västerås stad     |              |
| Joen Skomakare          | Skomakare          | Västerås stad     |              |
| Hans Jörensson          |                    | Västerås stad     |              |
| Mårten Eriksson         |                    | Västerås stad     |              |
| Olof Pålsson            | Borgmästare        | Arboga stad       |              |
| Erik Henriksson         |                    | Arboga stad       |              |
| Michil Christiernson    |                    | Arboga stad       |              |
| Lasse Olofsson          |                    | Arboga stad       |              |
| Hans Eriksson           | Borgmästare        | Köpings stad      |              |
| Tomas Persson           |                    | Köpings stad      |              |
| Lasse Hansson           | Borgmästare        | Hedemora stad     |              |
| Anders Knutsson         |                    | Hedemora stad     |              |
| Daniel Persson          |                    | Hedemora stad     |              |
| Nils Jonsson            |                    | Linköpings stad   |              |
| Per Eriksson            |                    | Linköpings stad   |              |
| Arvid Larsson           |                    | Linköpings stad   |              |
| Hans Stadsskrivare      | Stadsskrivare      | Linköpings stad   |              |
| Erik Knutsson           |                    | Söderköpings stad |              |
| Evert Holm              |                    | Söderköpings stad |              |
| Gärdt Larsson           |                    | Söderköpings stad |              |
| Eskil Larsson           |                    | Söderköpings stad |              |
| Calmer Joen             |                    | Söderköpings stad |              |
| Hans Holmsson           | Stadsskrivare      | Söderköpings stad |              |
| Henrik Larsson          |                    | Norrköpings stad  |              |
| Mäster Påvel            |                    | Norrköpings stad  |              |
| Hans Eriksson           |                    | Norrköpings stad  |              |
| Mårten Ulfsson          |                    | Vadstena stad     |              |
| Lasse Udttsson          |                    | Vadstena stad     |              |
| Olof Siggisson          |                    | Vadstena stad     |              |
| Lasse Joensson          |                    | Vadstena stad     |              |
| Simon Aronsson          | Stadsskrivare      | Vadstena stad     |              |
| Jöns Larsson            |                    | Skänninge stad    |              |
| Jöns Mårtensson         |                    | Kalmar stad       |              |
| Nils Birgesson          |                    | Kalmar stad       |              |
| Nils Persson            |                    | Kalmar stad       |              |
| Folke Birgesson         |                    | Kalmar stad       |              |
| Per Andersson           |                    | Kalmar stad       |              |
| Nils Svensson           |                    | Växjö stad        |              |
| Nils Jönsson            |                    | Jönköpings stad   |              |
| Nils Svensson           |                    | Jönköpings stad   |              |
| Gudmund Svensson        |                    | Jönköpings stad   |              |
| Lasse Marcusson         |                    | Västerviks stad   |              |
| Jöns Henriksson         |                    | Västerviks stad   |              |
| Måns Jönsson            |                    | Eksjö stad        |              |
| Hans Olofsson           |                    | Eksjö stad        |              |
| Henrich Köping          |                    | Nya Lödöse        |              |
| Björn Persson           |                    | Nya Lödöse        |              |
| Hans Birgesson          |                    | Nya Lödöse        |              |
| Per Arvidsson           |                    | Nya Lödöse        |              |
| Erik Andersson          |                    | Nya Lödöse        |              |
| Erik Månsson            |                    | Nya Lödöse        |              |
| Gunne Guldsmed          | Guldsmed           | Lidköpings stad   |              |
| Håkon Skräddare         | Skräddare          | Lidköpings stad   |              |
| Måns Haraldsson         |                    | Skara stad        |              |
| William Tiffnigh        |                    | Skara stad        |              |
| Joen Kättilsson         |                    | Falköpings stad   |              |
| Jöns Persson            |                    | Skövde stad       |              |
| Jöns Andersson          |                    | Hjo stad          |              |
| Anders Andersson        |                    | Bogesund          |              |
| Anders Beck             |                    | Gamla Lödöse      |              |
|                         |                    | Brätte            |              |
| Nils Torkelsson         | Borgmästare        | Åbo               |              |
| Eskil Simonsson         |                    | Åbo               |              |
| Thomas Matsson          |                    | Åbo               |              |
| Lasse Jacobsson         |                    | Åbo               |              |
| Knut Persson            |                    | Åbo               |              |
| Joen Elvsson            |                    | Björneborg        |              |
| Lasse Larsson           |                    | Björneborg        |              |
| Per Hindersson          |                    | Raumo             |              |
| Sigfrid Olsson          |                    | Raumo             |              |
| Michill Henriksson      |                    | Nådendal          |              |
| Erik Mårtensson         |                    | Ekenäs            |              |